# Dumaguetes chapmani
Genre
Espèce
Dumaguetes chapmani, unique représentant du genre Dumaguetes, est une espèce d'opilions laniatores de la famille des Epedanidae.

## Distribution
Cette espèce est endémique de Negros aux Philippines. Elle se rencontre vers Dumaguete.

## Description
Le mâle holotype mesure 5 mm.

## Publication originale
- Roewer, 1927 : « Weitere Weberknechte I. 1. Ergänzung der: "Weberknechte der Erde", 1923. » Abhandlungen des Naturwissenschaftlichen Vereins zu Bremen, vol. 26, p. 261–402.